# Gianeoi
Gianeoi  este un oraș în Grecia în prefectura Arcadia.